# Burås
Burås là một làng nằm ở Na Uy.